# DR2
Pour les articles homonymes, voir DR2 (homonymie).
DR2 est une chaîne de télévision publique danoise appartenant à la société DR.

## Historique de la chaîne
Créée en 1996, elle n'est au départ diffusée que par câble et par satellite, ce qui ne manque pas de provoquer des controverses : la chaîne n'étant alors pas en mesure d'être reçue par tous les téléspectateurs, certaines associations dénoncent une entorse au principe de service public. Cette relative confidentialité, couplée à une programmation jugée parfois « élitiste » en font une chaîne assez peu regardée au début, avec 4 % d'audience seulement en 2003 et 4,1 % en 2008. 
La situation évolue progressivement lorsque DR2 commence à être diffusée sur le réseau terrestre, le 31 mars 2006. En 2009, avec l'introduction de la télévision numérique terrestre au Danemark, DR2 commence à être diffusée au standard DVB-T, en MPEG-4.
Le 4 mars 2013, date de la fermeture de la chaîne d'information en continu DR Update, de nombreux programmes de cette chaîne (dont les bulletins horaires d'information) sont transférés sur DR2 qui, du même coup, se dote d'un nouvel habillage et passe à la diffusion en 24 heures sur 24.

### Identité visuelle (logo)

Logo de DR2 du 1er juin 2005 au 31 août 2009.
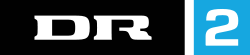
Logo de DR2 du 1er septembre 2009 au 31 janvier 2013.
Logo de DR2 du 1er février 2013 à 2017.
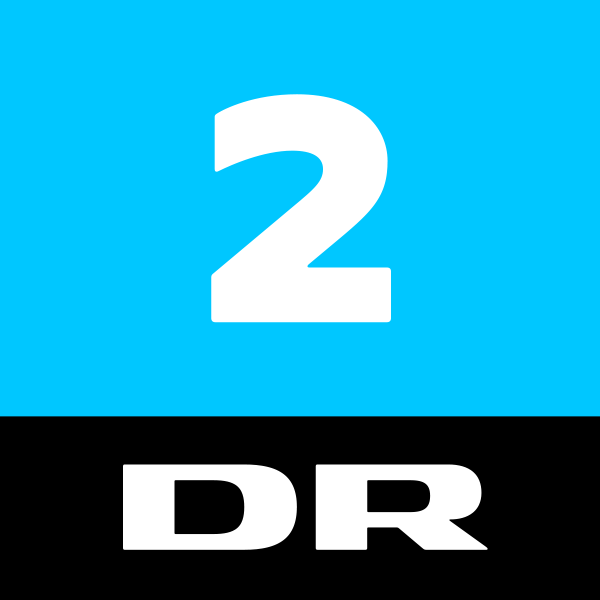
Logo de DR2 de 2017 au 2 janvier 2020.
Logo de DR2 depuis le 2 janvier 2020.

## Programmes
DR2 est une chaîne à dominante culturelle, sans exclure pour autant le divertissement. Sa grille des programmes intègre des séries (nombreuses productions danoises, comme les séries Casper og Mandrilaftalen et Drengene fra Angora, mais aussi britanniques, comme Inspecteur Morse, Inspecteur Barnaby ou Suspect numéro 1), des documentaires, des débats (certains repris en simultané de P1, station de radio publique danoise) et parfois des pièces de théâtre. 
Avant 2013, l'information était quasi absente de la chaîne, et se limitait au programme Deadline (à 17 h et à 22 h 30) et à une reprise hebdomadaire du journal de la télévision groënlandaise, Kalaallit Nunaata Radioa (le samedi). Mais depuis les changements opérés le 4 mars 2013, DR2 diffuse un bulletin d'information par heure et hérite également de certains programmes de DR Update.

## Organisation

### Financement
Tout comme de nombreuses autres chaînes de télévision publiques en Europe, DR2 est entièrement financée par la redevance, et aucune coupure publicitaire ne vient plus interrompre ses programmes. 

## Diffusion
Diffusée dans l'ensemble du Danemark par voie hertzienne, câble et satellite, elle peut également être reçue dans le sud de la Suède et en Schleswig-Holstein, dans le nord de l'Allemagne.
Il est à noter que DR2 fut la dernière chaine à être transmise en clair au standard D2MAC grâce au satellite Intelsat 707 (1° Ouest). Cette diffusion s'est arrêtée au 1er juillet 2006.